# Amphiesma metusia
Amphiesma metusia е вид влечуго от семейство Смокообразни (Colubridae). Видът е застрашен от изчезване.

## Разпространение
Разпространен е в Китай (Съчуан).

## Описание
Популацията на вида е намаляваща.